# Meranoplus castaneus
Meranoplus castaneus é uma espécie de formiga do gênero Meranoplus, pertencente à subfamília Myrmicinae.